# Виля (приток Железницы)
Виля — река в Нижегородской области России, левый приток Железницы. Длина реки составляет 25 км, площадь водосборного бассейна — 137 км². Впадает в Вильский пруд на Железнице.

## Данные водного реестра
По данным государственного водного реестра России относится к Окскому бассейновому округу, водохозяйственный участок реки — Ока от впадения реки Мокша до впадения реки Тёша, речной подбассейн реки — бассейны притоков Оки от Мокши до впадения в Волгу. Речной бассейн реки — Ока.
Код объекта в государственном водном реестре — 09010300112110000030282.